# Kamayo
 (novembre 2008).
Si vous disposez d'ouvrages ou d'articles de référence ou si vous connaissez des sites web de qualité traitant du thème abordé ici, merci de compléter l'article en donnant les références utiles à sa vérifiabilité et en les liant à la section « Notes et références ».
Le kamayo est une langue des Philippines parlée dans la région du Surigao del Sur, autour de Bislig dans l'île de Mindanao. Le nombre de ses locuteurs est d'environ 7 500 (2000). 
Le kamayo appartient au groupe méso-philippin de la branche malayo-polynésienne des langues austronésiennes.